# Non avevo capito niente
Non avevo capito niente è un romanzo del 2007 di Diego De Silva. Nel 2008 il libro ha vinto il Premio Napoli, Libro dell'anno

## Trama
Vincenzo Malinconico, avvocato napoletano precario, da poco lasciato dalla moglie, affronta la solitudine, le contraddizioni e le assurdità della sua condizione, della sua professione e della sua città.
Vincenzo vive in un monolocale adibito a studio. Poi il vento comincia a cambiare, in campo professionale e in quello sentimentale.

## Edizioni
- Diego De Silva, Non avevo capito niente, 1ª I coralli, Einaudi, 2007, ISBN 88-06-18906-9.